# Distrikt Cotaruse
Der Distrikt Cotaruse liegt in der Provinz Aymaraes der Region Apurímac in Südzentral-Peru. Der am 1. Juli 1914 gegründete Distrikt hat eine Fläche von 1749,83 km². Beim Zensus 2017 lebten 2570 Einwohner im Distrikt. Im Jahr 1993 lag die Einwohnerzahl bei 2864, im Jahr 2007 bei 4049. Die Bevölkerung besteht überwiegend aus Angehörigen indigener Völker. Die Distriktverwaltung befindet sich in der am Río Chalhuanca auf 3248 m Höhe gelegenen Ortschaft Cotaruse mit 611 Einwohnern (Stand 2017).

## Geographische Lage
Der Distrikt Cotaruse erstreckt sich über den Süden der Provinz Aymaraes. Die Ortschaft Cotaruse liegt etwa 15 km südlich der Provinzhauptstadt Chalhuanca. Der Distrikt Cotaruse erstreckt sich über das Andenhochland und reicht im Süden bis zur Cordillera Huanzo, einem Gebirgszug der peruanischen Westkordillere. Der Río Chalhuanca durchfließt den Distrikt in überwiegend nordnordöstlicher Richtung.
Der Distrikt Cotaruse grenzt im Norden an die Distrikte Sañayca, Chalhuanca und Caraybamba, im Osten an den Distrikt Juan Espinoza Medrano (Provinz Antabamba), im Süden an den Distrikt Coronel Castañeda, im Südwesten an den Distrikt Upahuacho, im Westen an den Distrikt Coracora (die letzten drei in der Provinz Parinacochas) und an den Distrikt Chipao (Provinz Lucanas).

## Ortschaften
- Achuani
- Ccasahuasi
- Ccellopampa
- Colca
- Huampoccota
- Huayunca
- Iscahuaca
- Lahualahua
- Pampamarca
- Pilluni
- Pisquicocha
- Promesa
- Quillcaccasa
- Saycata
- Sicuya
- Tolora